# Rooierheide
Rooierheide is een gehucht in de Belgische provincie Limburg. Het ligt in de gemeente Diepenbeek, zo'n drie kilometer ten noorden van het centrum van de gemeente. Ten noorden ligt het Albertkanaal.

## Geschiedenis
Het gebied was eeuwenlang een heidegebied ten noorden van Diepenbeek en de Demer, zoals het ook nog is weergegeven op de Ferrariskaart uit de jaren 1770. De Atlas der Buurtwegen uit het midden van de 19de eeuw duidt de gehuchtjes Miserik en Ginderover aan. In 1912 werd in Rooierheide het klooster van Royerheide gebouwd, wat een aanzet gaf tot de ontwikkeling van het gehucht. In 1933 werd hier de Heilig Hartkerk van de passionisten opgetrokken. In de jaren 30 werd het gebied doorsneden door het Albertkanaal.
Het gehucht groeide verder uit, onder meer door de industriële ontwikkeling van het nabijgelegen Genk, richting Dorpheide. Ten zuidwesten van Rooierheide werd de campus Diepenbeek van de Universiteit Hasselt aangelegd.

## Bezienswaardigheden
- De Heilig Hartkerk
- Ten zuidwesten bevindt zich op de Stiemer de watermolen Rooiermolen en ten zuiden de Plompaertmolen.

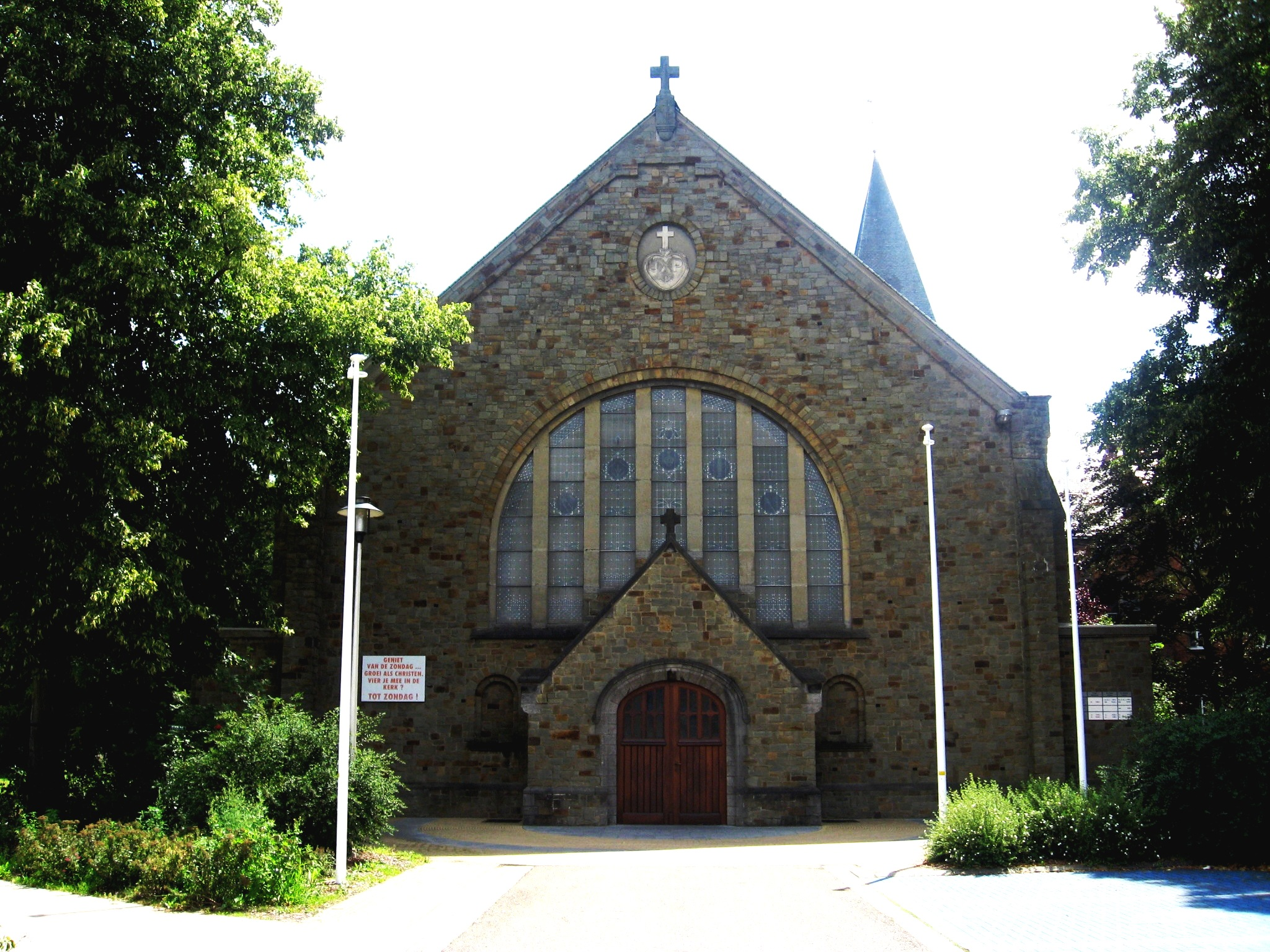
Heilig Hartkerk
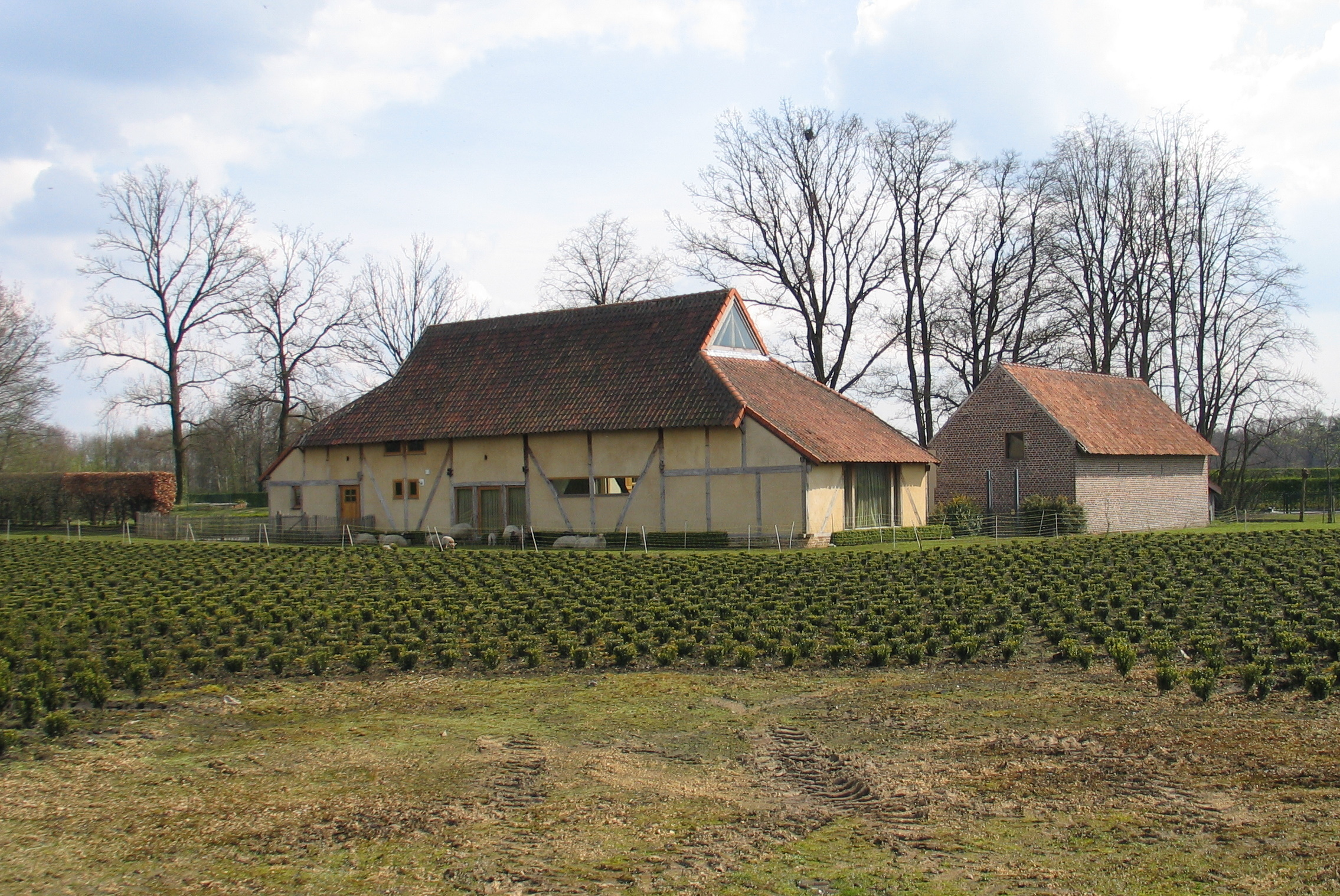
Rooiermolen

## Verkeer en vervoer
Door Rooierheide loopt de N702 tussen Hasselt en Genk.

## Sport
Voetbalclub SK Rooierheide was voorheen aangesloten bij de KBVB en speelde er in de provinciale reeksen. De Diepenbeekse ploegen zijn gefusioneerd tot KFC Diepenbeek.

## Nabijgelegen kernen
Godsheide, Diepenbeek, Lutselus, Genk